# Yamato Transport
Yamato Transport (ヤマト運輸, Yamato un'yu) est une société de transport et logistique créée en 1919 par Yasuomi Ogura, filiale du groupe Yamato Holdings.

## Historique

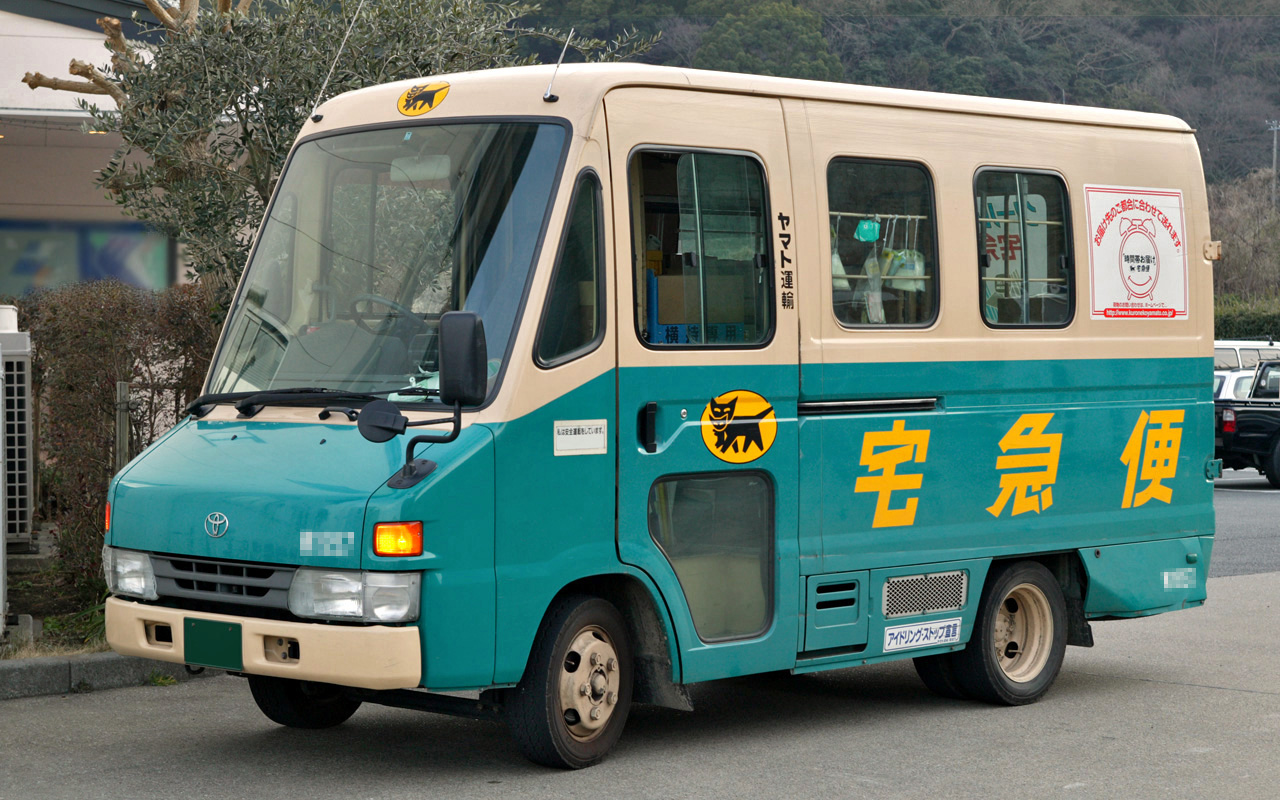
Camion de transport de la société Yamato

Fondée en 1919 à une époque où les marchandises étaient principalement acheminées par voies ferrées, Yasuomi Ogura prend le risque d'investir dans des camions qui étaient peu courants à cette époque. En 1929 il crée la première navette régulière de marchandise entre Tokyo et Yokohama appelée le Yamato Courier. Rencontrant un franc succès Yamato devient la plus grosse entreprise de transport routier à l'entrée de la Seconde Guerre mondiale.
En 1976 alors que seule la poste nationale offre un transport de marchandise accessible aux particuliers, Maseo Ogura, alors PDG de la société, met en place le TA-Q-BIN. En seulement trois ans ce service devient bénéficiaire et au milieu de années 1980 il dépasse le volume de colis expédiés par la poste nationale.
Yamato est en 2013 le plus gros transporteur de colis entre particuliers devant ses concurrents Sagawa Express (en) et la poste nationale. Ce secteur représente alors 3,6 milliards de colis et la part de marché de Yamato est de 46,3 %.

## Lien Externe
- (ja + en) Site officiel